# Ambrogio Borghi (calciatore)
Ambrogio Borghi (Milano, 2 aprile 1946) è un allenatore di calcio ed ex calciatore italiano, di ruolo difensore.

## Carriera
Cresciuto nell'Inter, passò al Varese nel 1966 in Serie B. Esordì in biancorosso nella stessa stagione, disputando una sola gara, il 5 marzo a Varese contro il Novara (0-0). La stagione successiva esordì in Serie A, il 26 novembre in Varese-Roma (2-0), rimanendo legato alla squadra lombarda con cui per tre volte fu promosso in Serie A, raggiungendo l'ottavo posto, obbiettivo mai raggiunto prima, nella stagione 1967-1968, campionato in cui, con lui in campo, i varesini batterono la Juventus nella storica vittoria casalinga per 5-0: sul Corriere dello Sport del giorno dopo il cronista gli avrebbe dato come voto 7.
Intrapresa la carriera da allenatore proprio nel Varese, squadra in cui giocó per quasi dieci anni, negli anni seguenti iniziò ad allenare le giovanili di varie società in provincia di Varese.

## Palmarès

### Giocatore

#### Competizioni nazionali
- Campionato italiano di Serie B: 2

Varese: 1969-1970, 1973-1974